# Ста
Ста (енгл. Sta) je криптид из митологије древног Египта. Опис Ста је сличан опису Серпопарда.

## Опис криптида
Описује се као дуговрата змија са тјелом мачке.